# کلاته شادی
کلاته شادی روستایی از توابع بخش مرکزی شهرستان خلیل‌آباد در استان خراسان رضوی ایران است.

## جمعیت
این روستا در دهستان رستاق قرار دارد و براساس سرشماری مرکز آمار ایران در سال ۱۳۸۵، جمعیت آن ۹۱۳ نفر (۲۷۲خانوار) بوده‌است.